# Piero di Cosimo de' Medici
Piero di Cosimo de' Medici, född 1416, död 1469, var härskare över Florens från 1464 till 1469.